# Таганско-краснопресњенска линија
Таганско-краснопресњенска линија (рус. Таганско-Краснопресненская) московског метроа је отворена 31. децембра 1966. (овде можете видети мапу линије). Данас је линија дуга 41,8 км, има 23 станица и на њима саобраћа 8 композиција метроа. Линија се превози за 59 минута.